# Kolej dołowa

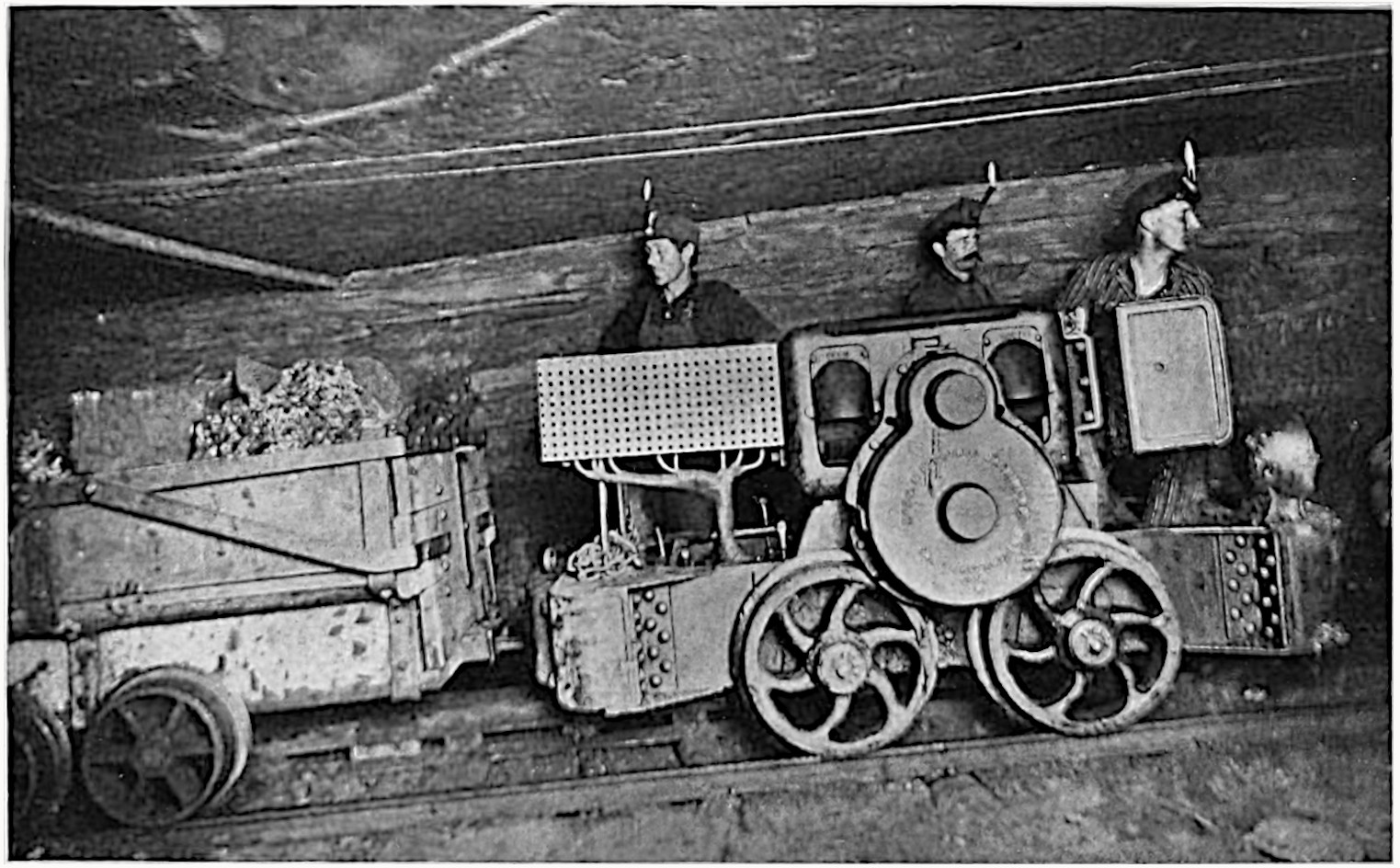
Lokomotywa elektryczna do transportu urobku, fot. 1906, Iowa, USA

Kolej dołowa – kolej podziemna, zwykle wąskotorowa służąca do transportu technologicznego urobku, kamienia, materiałów obudowy górniczej, paliw i in. w chodnikach kopalnianych.
Po okresie dominacji lokomotyw elektrycznych (przewodowych lub akumulatorowych) coraz częściej spotykane są lokomotywy spalinowe w wykonaniu specjalnym.
Kolej spągowa przestaje pełnić rolę dominującą w transporcie dołowym. Odstawa urobku jest przejmowana przez przenośniki taśmowe, a transport materiałowy zapewniają koleje podwieszane o napędzie spalinowym. Proces odchodzenia od kolei spągowej jest powolny (ze względu na zaszłości historyczne), ale nieodwracalny.